# NGC 6644
NGC 6644 is een planetaire nevel in het sterrenbeeld Boogschutter. Het hemelobject werd op 13 juli 1880 ontdekt door de Amerikaanse astronoom Edward Charles Pickering.

## Synoniemen
- PK 8-7.2
- ESO 522-PN33